# Loca por la vida
Loca por la vida (en francés: Une vie démente) es una película de drama y comedia belga de 2020 escrita y dirigida por Ann Sirot y Raphaël Balboni en su debut como directores. La película está protagonizada por Jo Deseure , Jean Le Peltier , Lucie Debay y Gilles Remiche. Se basa en la historia de una mujer anciana que se enfrenta a su demencia progresiva con la ayuda de su hijo. Fue la última película que protagonizó Remiche antes de su muerte en 2022.
En la 11.ª edición de los Premios Magritte , la película recibió doce nominaciones, un récord, y ganó siete premios, entre ellos el de Mejor Película y Mejor Guion para Sirot y Balboni.

## Sinopsis
Alex y Noémie quieren tener un hijo, pero sus planes comienzan a cambiar cuando Suzanne, la elegante y carismática madre de Alex, se involucra cada vez más en la vida de la pareja después de enfermarse.

## Reparto
- Jo Deseure como Suzanne Merteens
- Jean Le Peltier como Alex
- Lucie Debay como Noémie
- Gilles Remiche como Kevin